# Старая, старая сказка
«Старая, старая сказка» — советский художественный музыкальный фильм, поставленный на киностудии «Ленфильм» в 1968 году режиссёром Надеждой Кошеверовой на темы сказок Ханса Кристиана Андерсена: «Огниво» (1835), «Дорожный товарищ» (1835), «Свинопас» (1841) и «Ганс Чурбан» (1855). Кинодебют Марины Неёловой. Премьера фильма в СССР состоялась 20 августа 1969 года.

## Сюжет

### Пролог
Бедный странствующий кукольник даёт представление в придорожном трактире. Довольные зрители аплодируют, а трактирщик велит своей дочери досыта накормить артиста. Кукольник и дочь трактирщика влюблены друг в друга и собираются бежать на рассвете. Ночью, когда в трактире не остаётся ни одного посетителя, кукольник остаётся один, и его куклы оживают. Они расстроены предстоящей разлукой и просят своего владельца не оставлять их. Но кукольник объясняет, что семейному человеку нужно более серьёзное ремесло. До утра много времени, и кукольник просит кукол сыграть ему «сказку подлиннее».

### Сказка, сыгранная куклами
Под бодрую песню по дороге идёт солдат. На обочине сидит весёлая женщина с чёрным котом. Она представляется ведьмой и предлагает солдату золото, которое нужно достать из волшебного колодца. Солдат спускается в колодец, но коварная ведьма обманывает его: она предлагает вытащить сперва золотые монеты и уходит, оставив главного героя в колодце. Солдата выручает его же смекалка. Выбравшись из колодца, он расправляется с ведьмой, и она сбегает.
Неожиданно чёрный кот превращается в мужчину средних лет: как выяснилось, это добрый волшебник, которого давно заколдовала злая ведьма. Он благодарит солдата за своё спасение, дарит ему огниво и так же внезапно исчезает. Солдат приходит в королевство и поселяется в самой лучшей гостинице. Он беспечно раздаёт направо и налево золотые дукаты, которые ему помогают тратить его новые друзья.
Однажды, когда весёлая пирушка продолжалась на улице, солдат увидел принцессу, проезжавшую в карете, и влюбился в неё. Оказывается, обедневший король, желая выдать свою дочь повыгоднее замуж, ищет ей богатого жениха. Но капризная принцесса отказывается выходить замуж и всячески изводит многочисленных претендентов. Солдат приходит в королевский дворец с роскошным подарком — золотым деревом, но принцесса прогоняет и его. Уходя, главный герой самоуверенно заявляет, что всё равно женится на принцессе.
Тем временем его начинают одолевать кредиторы, и тут выясняется, что золото закончилось. «Друзья» солдата исчезли, и он вынужден переселиться в самую плохую гостиницу. Однажды вечером, когда солдат сидел печальный и одинокий, через дымоход к нему пробрался бывший претендент в женихи — юный принц, который временно работал трубочистом, так как тоже был влюблён в принцессу и хотел навсегда остаться в этом королевстве. Неразделённая любовь к принцессе сближает их.
Когда потухла последняя свеча, и солдат не смог закурить трубку, он вспомнил про подаренное огниво. Но подарок оказался необычным: появился волшебник и сообщил, что за своё спасение от чар ведьмы обязан выполнять все желания владельца огнива. Тогда главный герой просит, чтобы в гостинице появилась принцесса. Волшебник пытается отговорить солдата, но тот настаивает на своём, и в гостинице появляется кровать со спящей принцессой. Проснувшись, она видит солдата, думая, что это продолжается её сон.
Впрочем, волшебник предупреждает, что их подслушивает телохранитель принцессы, который проследил за ней. Тогда солдат приказывает волшебнику отправить телохранителя к «чёртовой бабушке», что и свершается. Принцесса и солдат гуляют по крышам ночного города, общаются и смеются. Принцесса оказывается славной, но солдат просит у неё разрешения поцеловать её. Вдруг она понимает, что всё происходит на самом деле, грубит солдату и сбегает во дворец. А во дворце король обнаруживает, что его дочери нет дома. Он поднимает на ноги всех слуг, но принцесса уже оказалась спящей в своей спальне.
Король обещает капризной дочери, что выдаст её замуж за первого встречного. И тогда принцесса ставит условие, что выйдет замуж только за того, кто отгадает её загадки. На конкурс во дворце собирается множество народа. Незадачливые женихи пытаются отгадать загадки, но безрезультатно. Солдат же опять обращается за помощью к волшебнику, и тот даёт ему правильный ответ.
Когда солдат появляется перед принцессой, она никак не может вспомнить, где видела его в этом старом мундире. Зато король узнаёт в нём того богатого, но отвергнутого жениха, и желает, чтобы именно он смог выполнить условие принцессы. Солдат называет правильный ответ, и довольный король объявляет о свадьбе дочери. Но последняя не собирается уступать.
Неожиданно от ведьмы прилетает её телохранитель и сообщает, что это вовсе не богатый жених, а бедный солдат, и король приказывает арестовать его, судить и казнить. Солдата сажают в тюрьму. Он не расстраивается, так как уверен, что волшебник выручит его в очередной раз, но обнаруживает, что забыл огниво в гостинице. Солдата приводят в суд, где король, будучи одновременно прокурором, адвокатом и судьёй, приговаривает его к обезглавливанию. Солдат просит исполнить его последнее желание — выкурить трубку перед смертью. Он чиркает огнивом, принесённым принцем-трубочистом. Появляется волшебник и снова помогает солдату — превращает нос короля в баклажан.
Чтобы снять колдовство, принцесса вынуждена согласиться выйти замуж за солдата. Последний произведён королём в генералы. В ожидании свадебной церемонии солдат-генерал сидит во дворце, куда приходит попрощаться принц-трубочист. Принц говорит, что найдёт другую принцессу и влюбится в неё. Солдат великодушно предлагает помощь волшебника, чтобы уступить принцессу. Но принц отказывается, потому что сам должен сотворить это чудо.
Добрый волшебник прощается с солдатом навсегда, так как выполнил все его желания, и забирает огниво. И тут солдат понимает, что он достиг всего с помощью волшебства. Он приходит к королю и принцессе уже в прежнем виде и сообщает, что отказывается от половины королевства и женитьбы. Поцеловав её на прощание, солдат уходит…
Печально напевая прежнюю песню, он медленно бредёт по дороге, но тут его догоняет принцесса. Она говорит, что была заколдована и что солдат расколдовал её своим поцелуем. Она просит поцеловать её ещё раз, что и происходит. Обнявшись, влюблённые счастливы и уходят вместе.

### Эпилог
Наступает утро. Появляется расстроенная дочь трактирщика и говорит кукольнику, что так и не решилась оставить отца одного и покинуть родной дом: сказка — это одно, а жизнь — это совсем другое. Опечаленный кукольник уходит со своими куклами прочь.

## В ролях
- Олег Даль — солдат / кукольник
- Марина Неёлова — принцесса / совесть принцессы / дочь трактирщика
- Владимир Этуш — король / трактирщик
- Георгий Вицин — добрый волшебник
- Вера Титова — ведьма
- Виктор Перевалов — принц-трубочист
- Игорь Дмитриев — восточный принц
- Георгий Штиль — телохранитель
- Борис Лёскин — кучер
- Анатолий Королькевич — швейцар
- Георгий Георгиу — Толстый (в титрах «В. Георгиу»)
- Лев Лемке — Тонкий

## Съёмочная группа
- Авторы сценария — Юлий Дунский, Валерий Фрид
- Постановка Надежды Кошеверовой
- Главный оператор — Константин Рыжов
- Художники — Марина Азизян, Игорь Вускович
- Композитор — Андрей Петров
- Звукорежиссёр — Борис Хуторянский
- Балетмейстер — Игорь Бельский
- Текст песен Александра Галича
- Марионетки Евгения Деммени

Исполнение песен — Олег Даль

## Видеоиздания
- 2007 — на DVD, объединение «Крупный план», серия «Полная реставрация изображения и звука».